# Cá voi trơn Bắc Thái Bình Dương
Cá voi trơn Bắc Thái Bình Dương (danh pháp hai phần: Eubalaena japonica) là một loài động vật thuộc họ Cá voi trơn (Balaenidae). Cá voi trơn Bắc Thái Bình Dương là loài cá voi tấm sừng hàm rất lớn, có thể dài từ 15–18 m, nặng từ 50-80 tấn và rất mạnh mẽ, hiện nay cực kỳ hiếm và có nguy cơ tuyệt chủng. Quần thể vùng Đông Bắc Thái Bình Dương, mà trải qua mùa hè ở phía đông nam biển Bering và Vịnh Alaska, có thể có hơn 50 cá thể. Một quần thể phương Tây trải qua mùa hè ở Biển Okhotsk giữa quần đảo Kuril và Sakhalin đảo xuất hiện số trong mấy trăm thấp cá thể. Trước khi hoạt động săn bắt cá voi thương mại ở Bắc Thái Bình Dương (tức là trước năm 1835) dân số ở Bắc Thái Bình Dương có thể là hơn 20.000 con. Việc săn bắt cá voi cho mục đích thương mại đã bị cấm bởi một hoặc nhiều điều ước quốc tế kể từ năm 1935. Tuy nhiên, giữa năm 1963 và 1968, việc đánh bắt cá voi bất hợp pháp của Liên Xô đã giết chết 514 cá voi đầu bò trơn ở biển Bering và Vịnh Alaska và 136 cá voi trơn ở biển Okhotsk và quần đảo Kuril.

## Hình ảnh

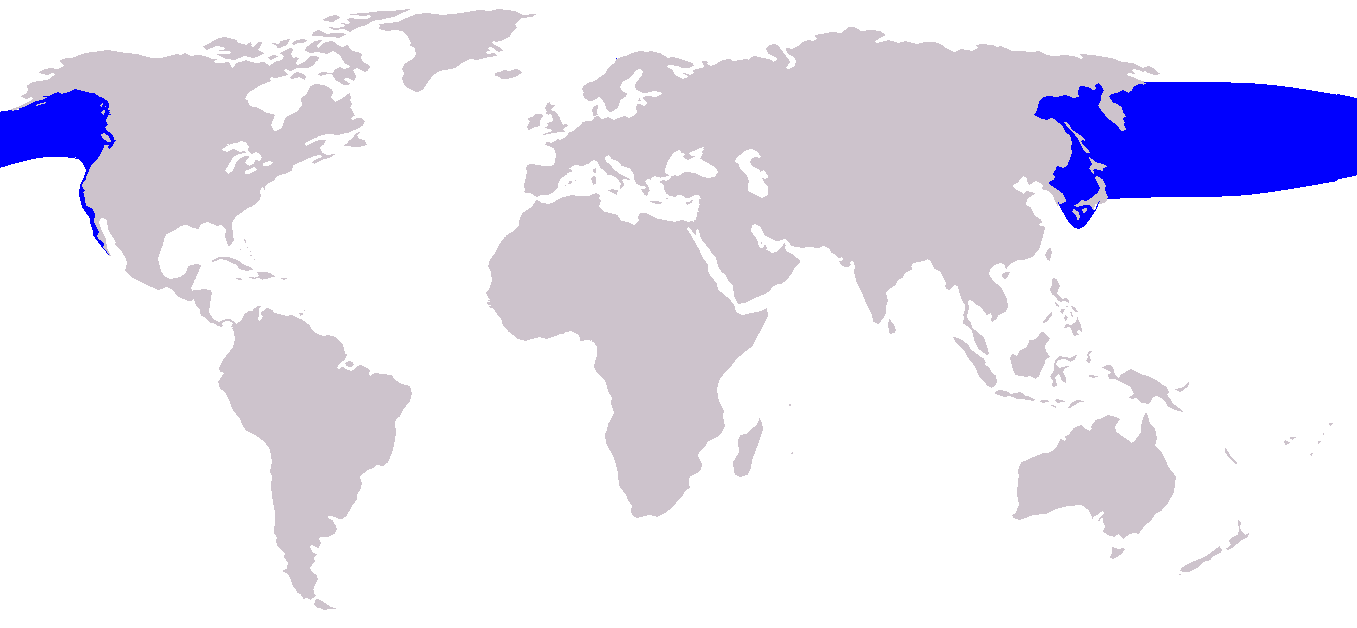
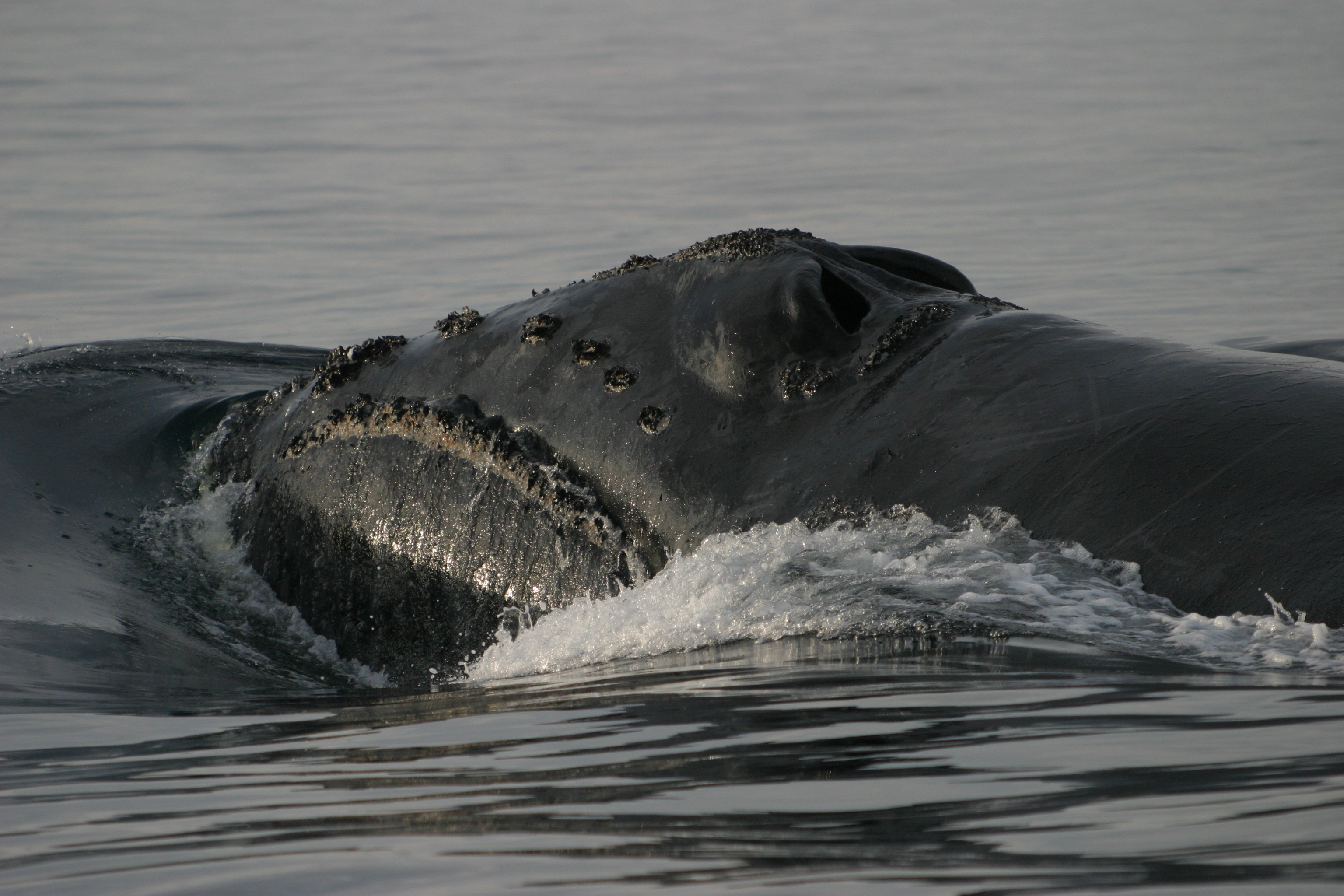
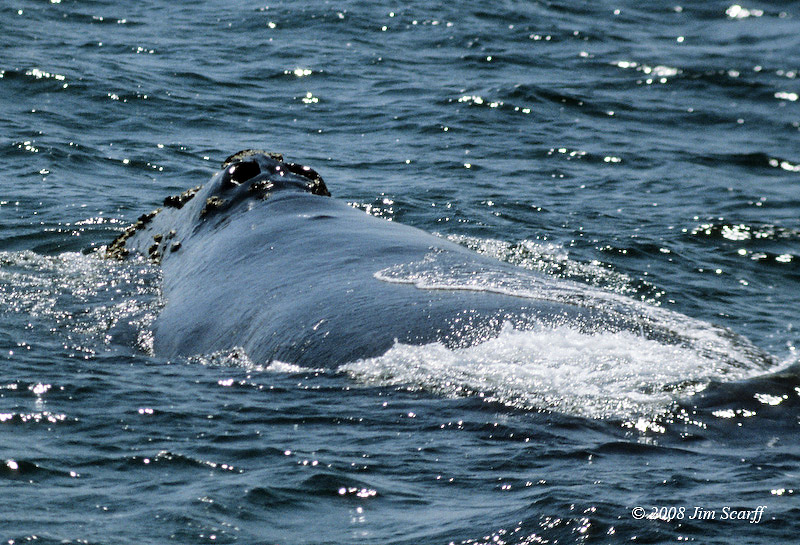
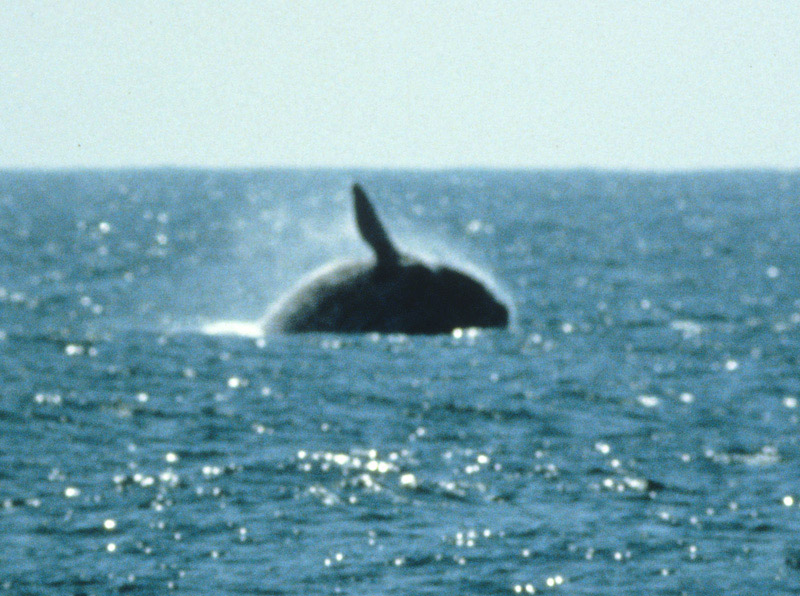